# Fredrik Jacobson
Ulf Yngve Fredrik Jacobson, född 26 september 1974 i Mölndal, är en svensk professionell golfspelare.
Jacobson började med att spela hockey men vid tio års ålder började han spela golf och när han var 15 hade han handicap 0. Han blev professionell 1994 på PGA European Tour och kom med på den amerikanska PGA-touren 2003. Det dröjde 161 tävlingar innan han vann sin första proffstävling i Hong Kong Open på Europatouren 2003 och det året slutade han på fjärde plats i Order of Merit. Han har tävlat på PGA-touren (USA) sedan 2004, men inte vunnit någon tävling förrän 2011.

## Meriter

### Segrar på PGA Tour
- 2011 Travelers Championship

### Segrar på PGA European Tour
- 2002 Hong Kong Open (Ingick i Europatouren 2003)
- 2003 Algarve Open de Portugal, Volvo Masters

### Amatörsegrar
- 1992 Swedish Boys Championship; Doug Sanders Championship; Euro Junior Masters
- 1994 British Youths Open Amateur Championship